# ゴールド・ラッシュ! (テレビ番組)
『ゴールド・ラッシュ!』は、1991年10月13日から1993年3月21日までフジテレビの日曜昼に放送されたオーディション番組。
正式タイトルは『FNSタレントオーディション ゴールド・ラッシュ!』（エフエヌエス - ）

## 概要
将来タレントを目指すフレッシュな人材の発掘、育成を目的とするオーディション番組。

応募総数約五百人の中からプレオーディション、第一・第二次審査を経て残った十五人のオーディションを紹介する。

## 放送時間
- 1991年10月13日 - 1992年9月13日：日曜13:30 - 14:25（JST）
- 1992年10月11日 - 1993年3月21日：日曜14:00 - 14:55（JST）
  - 13:30に『関根&ルーの!クイズサクセス』を設置するため繰下げ。

いずれの時期も、プロ野球中継を始めとするスポーツ中継や、単発番組と平行して放送された。

## 司会
- 堺正章
- 八木亜希子（当時：フジテレビアナウンサー）

## 審査員
- 大多亮（当時：同局プロデューサー）
- 大山千賀子
- 北川昌弘
- きよ彦
- 中谷彰宏
- 山縣慎司
- 小池聰行

ほか

## 出場者
- 千秋（藤本千秋） - 現役
- NAOMI YOSHIMURA（川村尚見） - 現役:歌手（「川村尚見」として出演、後に「DREAMS COME TRUE」初の全面プロデュースアーティストとして世界的に活躍）
- 山崎亜弥子 - 引退
- 梶原聡 - 引退
- B.I.G - 解散、引退
- 吉家章人（吉家明仁） - 現役:俳優
- 野中りえ（野中理江） - 現役:リポーター・司会者
- 糸永直美 - 現役:広島テレビ放送アナウンサー
- アンバランス (お笑いコンビ) - 解散、黒川はピンで活動、山本は芸能界を引退
- 和田琢磨 - 現役:歌手
- 日野誠 - 現役:タレント
- 二反田雅澄 - 現役:俳優
- 中島静佳（荒川静佳） - 現役:フリーアナウンサー（産休中）
- 山岡厚子 - 引退
- 釈由美子 - 現役:女優、タレント
- 武内由紀子 - 現役:タレント

ほか